# 鲁菲尼亚克-圣塞尔南德雷亚克
鲁菲尼亚克-圣塞尔南德雷亚克（法語：Rouffignac-Saint-Cernin-de-Reilhac，法語發音：[ʁufiɲak sɛ̃ sɛʁnɛ̃ də ʁɛjak]）是法国多尔多涅省的一个市镇，位于该省中部偏东，属于萨拉拉卡内达区。该市镇于1973年由原市镇鲁菲尼亚克（Rouffignac）和圣塞尔南德雷亚克（Saint-Cernin-de-Reilhac）合并而成。

## 地理
鲁菲尼亚克-圣塞尔南德雷亚克（45°2'52"N, 0°58'38"E）面积59.9 平方千米，位于法国新阿基坦大区多爾多涅省，该省份为法国西南部内陆省份，是法國本土面积第三大的省，大致对应佩里戈尔地区，北起顺时针与夏朗德省、上维埃纳省、科雷兹省、洛特省、洛特-加龙省、吉倫特省和滨海夏朗德省接壤。
与鲁菲尼亚克-圣塞尔南德雷亚克接壤的市镇（或旧市镇、城区）包括：福斯马涅、巴尔、普拉扎克、弗勒拉克、莫藏和米雷蒙、圣费利克斯德雷亚克和莫特马尔、圣热拉克、巴西亚克和欧布罗什。

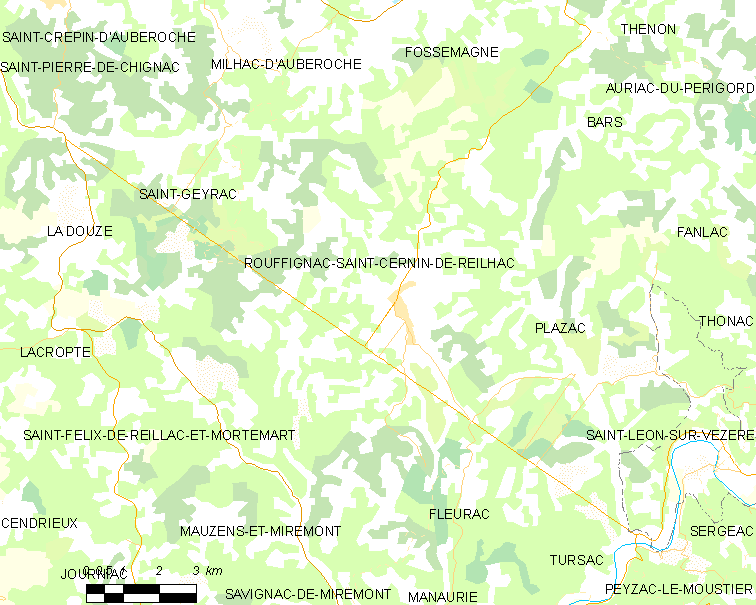
鲁菲尼亚克-圣塞尔南德雷亚克的OSM定位图

鲁菲尼亚克-圣塞尔南德雷亚克的时区为UTC+01:00、UTC+02:00（夏令时）。

## 行政
鲁菲尼亚克-圣塞尔南德雷亚克的邮政编码为24580，INSEE市镇编码为24356。

## 政治
鲁菲尼亚克-圣塞尔南德雷亚克所属的省级选区为人谷县。

## 人口

1962-2008年间鲁菲尼亚克-圣塞尔南德雷亚克人口变化图示

鲁菲尼亚克-圣塞尔南德雷亚克于2022年1月1日时的人口数量为1662人。

## 交通
多尔多涅省省道D6线、D31线和D32线